# Nicolás de Jesús López Rodríguez
Nicolás de Jesús López Rodríguez (Barranca, Provincia de La Vega; 31 de octubre de 1936) es un cardenal de la Iglesia católica, arzobispo emérito de Santo Domingo. Es el segundo cardenal nacido en la República Dominicana, el primero lo fue Octavio Antonio Beras Rojas.
López Rodríguez es Mayor General (General de División) del Ejército Dominicano (ascendido en el Gobierno del presidente Hipólito Mejía).

## Biografía
Hijo del señor Perfecto Ramón López Salcedo y de la señora Delia Ramona Rodríguez y hermano de Francisco López Rodríguez, nació el 31 de octubre de 1936, en Barranca, Distrito Municipal Juan Rodríguez, Provincia de La Vega. Inició sus estudios de filosofía y teología en el Seminario Pontificio Santo Tomás de Aquino, en Santo Domingo; también estudió en el Centro Internacional para la Formación Sociológica del Clero, Roma; en la Pontificia Universidad de Santo Tomás, Roma, (doctorado en Ciencias Sociales); y en la Pontificia Universidad Gregoriana, Roma.
En la Curia Romana pertenece a la Congregación para el Clero, Congregación para los Institutos de Vida Consagrada y Sociedades de Vida Apostólica, al Pontificio Consejo para las Comunicaciones Sociales y a la Pontificia Comisión para América Latina (CAL).
Además del español, el Cardenal Nicolás de Jesús López Rodríguez domina varios idiomas, entre los cuales se mencionan: italiano, inglés, alemán, portugués y latín.

### Orden sacerdotal

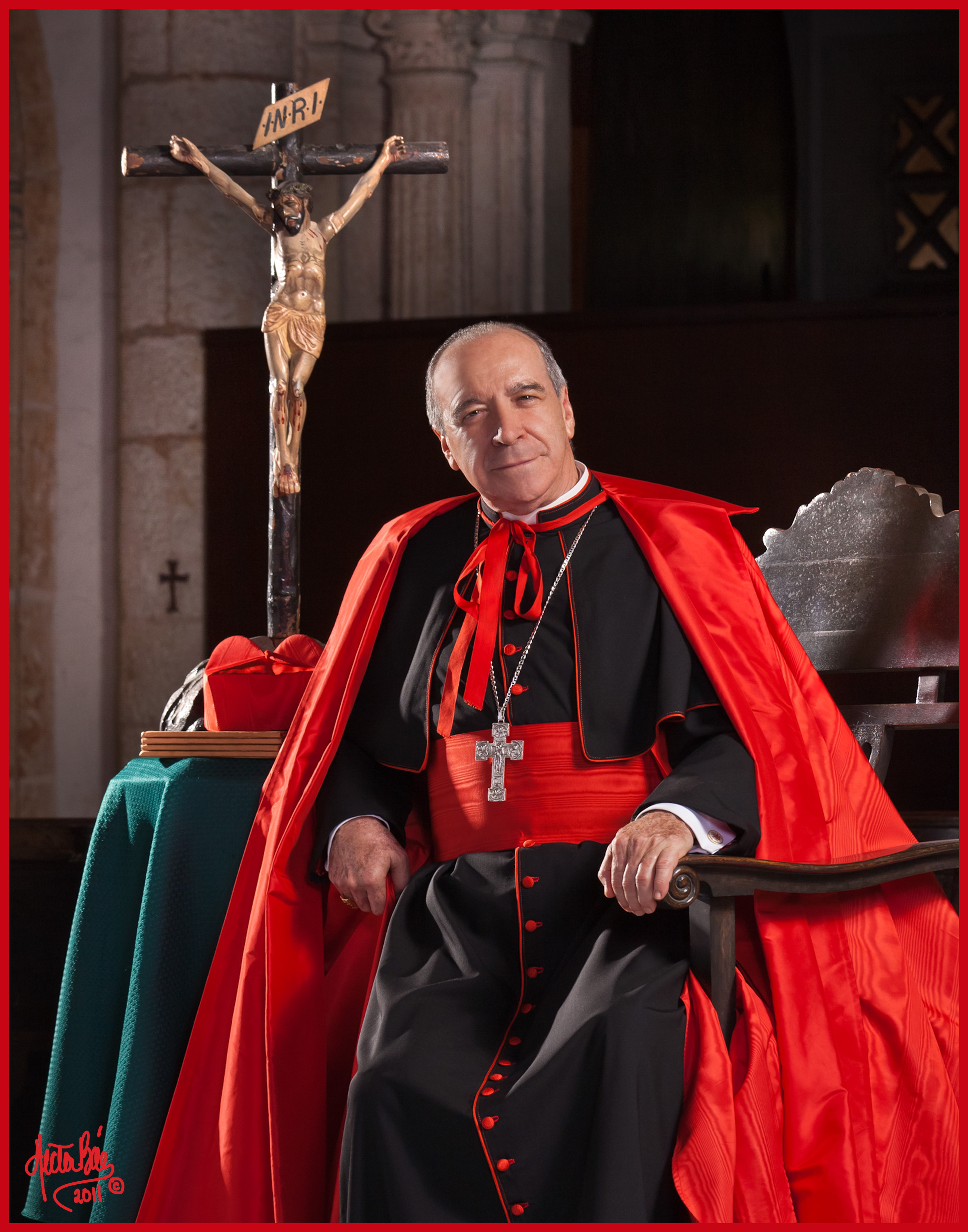

Ordenado presbítero el 18 de marzo de 1961, en La Vega por Monseñor Francisco Panal Ramírez, obispo de esta ciudad, trabajó pastoralmente en la referida diócesis de La Vega, de 1961 a 1964. Continuó sus estudios, en Roma, de 1964 a 1966. 
Tras concluir sus estudios en Roma, retornó a La Vega, donde trabajó pastoralmente de 1966 a 1968. Continuó sus estudios en Roma entre 1968 y 1969. En la diócesis de La Vega, de 1968 a 1978, fue asesor para la pastoral diocesana para la familia y la juventud; asesor eclesial de Movimiento Familiar Cristiano; del Movimiento de los Cursillos de Cristiandad; vicario diocesano para la pastoral; pro vicario general y luego, vicario general.

### Episcopado

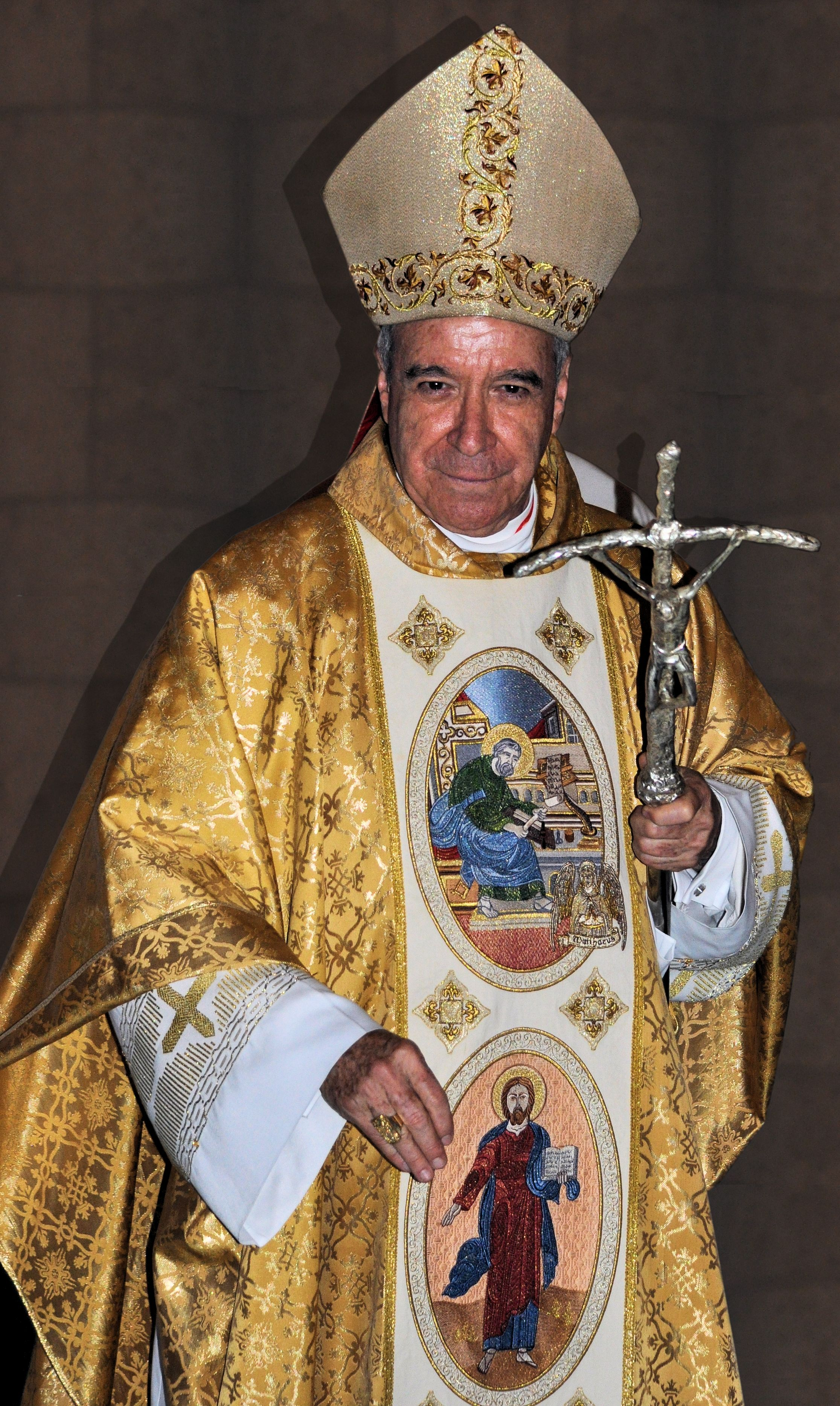
El cardenal López Rodríguez durante la celebración del Domingo de Pascua 2013

Elegido y nombrado Obispo de San Francisco de Macorís por el papa Pablo VI, el 16 de enero de 1978. Consagrado el 25 de febrero de 1978, por el Cardenal Octavio Antonio Beras Rojas. Fue rector de la Universidad Católica Nordestana, de 1979 a 1984. El papa Juan Pablo II lo trasladó a la Sede Metropolitana y Primada de América, el 15 de noviembre de 1981. Gran Canciller de la Universidad Católica de Santo Domingo. Ordinario Militar de la República Dominicana, desde el 4 de abril de 1982. Asistió a la VI Asamblea Ordinaria del Sínodo de los Obispos, en Ciudad del Vaticano, del 29 de septiembre al 28 de octubre de 1983; a la II Asamblea Extraordinaria del Sínodo de los Obispos, Ciudad del Vaticano, del 24 de noviembre al 8 de diciembre de 1985. Fue elegido presidente del Consejo Episcopal Latinoamericano (CELAM), el 25 de abril de 1991. Fue presidente de la Conferencia del Episcopado Dominicano de 1984 a 2002 y de 2008 a 2014.

### Cardenalato
Creado cardenal presbítero el 28 de junio de 1991; recibió la birreta roja y el título de San Pio X alla Balduina. Asistió a la I Asamblea Especial para Europa del Sínodo de los Obispos, en Ciudad del Vaticano, del 28 de noviembre al 14 de diciembre de 1991; a la IV Conferencia General del Episcopado Latinoamericano, Santo Domingo, del 12 al 28 de octubre de 1992. Fue uno de los tres presidentes delegados. Participó en los cónclaves de 2005 y 2013.

### Doctoradoshonoris causa
Varias universidades, tanto nacionales como internacionales, le han distinguido con el título de Doctor Honoris Causa. Entre las que cabe mencionar:
- Universidad Católica Santo Domingo, el 16 de enero de 1991, en la Facultad de Humanidades.
- Universidad Creighton, Omaha, Nebraska (Estados Unidos), el 18 de mayo de 1991, en Servicios Humanísticos, .

- Pontificia Universidad Católica Madre y Maestra, el 8 de junio de 1991, en Humanidades.

- Pontificia Universidad Católica de Puerto Rico (Ponce), el 22 de mayo de 1992, en Humanidades.

- Universidad Católica Tecnológica del Cibao (UCATECI) de La Vega, el 18 de septiembre de 1993, en Humanidades.

- Universidad Nacional Pedro Henríquez Ureña (UNPHU), el 23 de abril de 1999, en Educación y Humanidades.

### Misiones pontificias

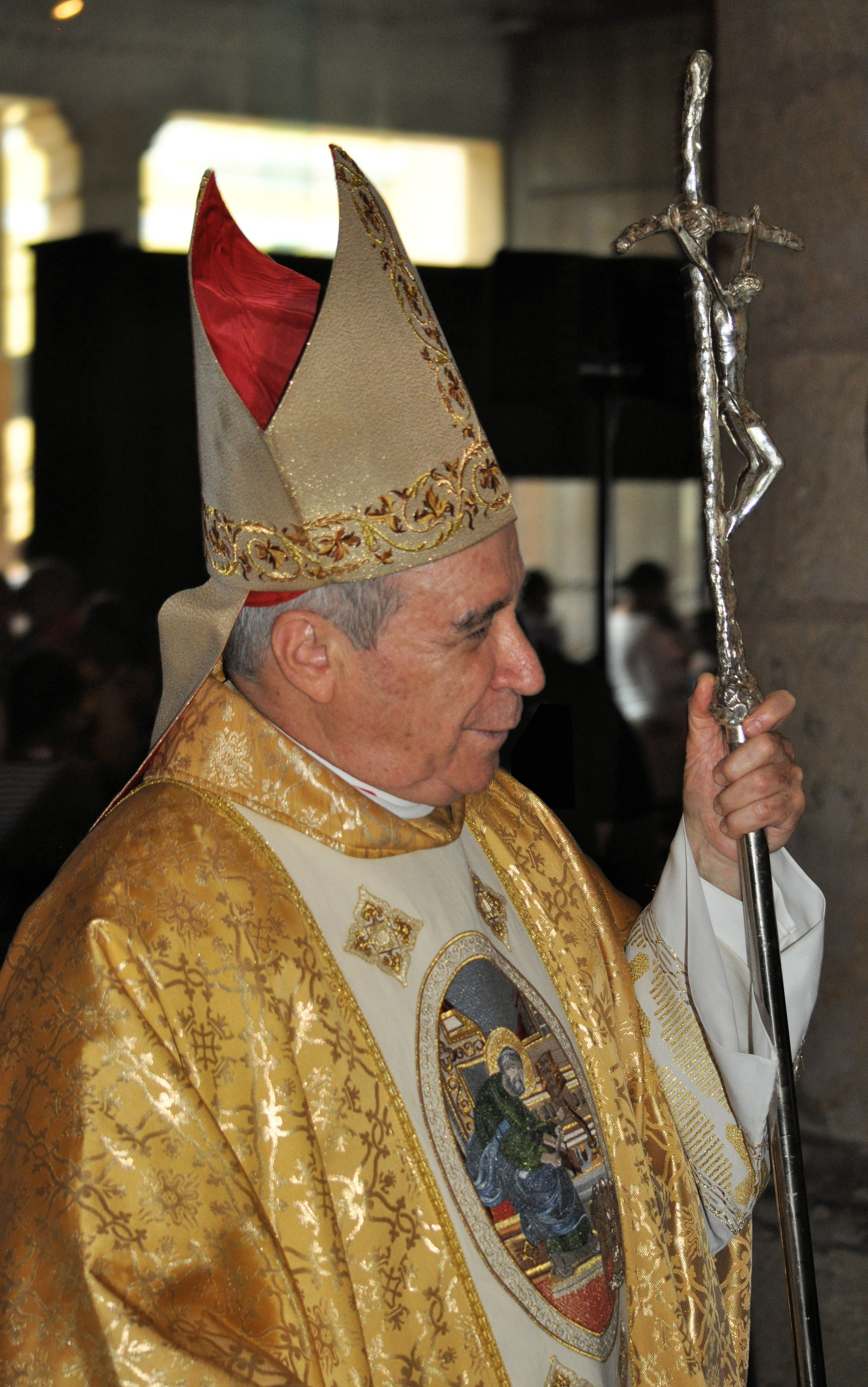

La elevación a la dignidad de cardenal de López Rodríguez se produjo dos meses después de que fuera elegido, el 25 de abril de 1991, presidente del Consejo Episcopal Latinoamericano (CELAM), que se preparaba para su IV Conferencia General, que fue celebrada en Santo Domingo en octubre de 1992. El papa lo designó entonces copresidente de esa Conferencia General de los obispos del Continente.
Terminada la Conferencia y las celebraciones del V Centenario del Descubrimiento y del inicio de la Evangelización en América, López Rodríguez empezó a cumplir diligentemente las encomiendas del romano pontífice.
El papa con frecuencia encomienda a los cardenales que le representen en alguna celebración solemne o reunión como legado pontificio, y también a aquel a quien encarga el cumplimiento de una determinada tarea pastoral como enviado especial suyo, compete únicamente aquello que el mismo romano pontífice le haya encargado.
El 20 de mayo de 1993, Su Santidad Juan Pablo II le designó legado pontificio al XLV Congreso Eucarístico Internacional celebrado en Sevilla, (España), más adelante Enviado Especial para presidir el VI Congreso Nacional Mariano de Ecuador, celebrado en la ciudad de Loja en 1994.
Fue nombrado miembro de la Asamblea del Sínodo de los Obispos sobre la Vida Consagrada celebrado en Roma en 1994, y enviado especial del Papa para presidir el IV Congreso Eucarístico Nacional del Uruguay, en el año 2000, y por igual representó al Papa presidiendo las celebraciones del V Centenario de la Primera Misa en Honduras y en tierra firme de América, en 2002.
En 2006 el papa Benedicto XVI lo designa Enviado Extraordinario para presidir los actos organizados en ocasión del IV Centenario de la Muerte de Santo Toribio de Mogrovejo en Lima, Perú.
El 3 de diciembre de 2013 el Papa Francisco lo envía para presidir la Misa por el Centenario de la Creación de la Provincia Eclesiástica de Nicaragua, misa que celebró con toda la Conferencia Episcopal de Nicaragua junto a monseñor Fortunatus Nwachukwu, Nuncio Apostólico del Vaticano, el cardenal nicaragüense Miguel Obando y Bravo y el cardenal Oscar Rodríguez Maradiaga, arzobispo de Tegucigalpa, así como otros obispos de Centroamérica y centenares de feligreses.

## Retiro
El 4 de julio de 2016 el papa Francisco le aceptó su renuncia al gobierno de la Arquidiócesis de Santo Domingo por motivos de edad, según lo establecido en la ley canónica. Hoy se encuentra retirado en su casa ubicada en el sector Bella Vista de Santo Domingo. 